# 脫利騰彌撒

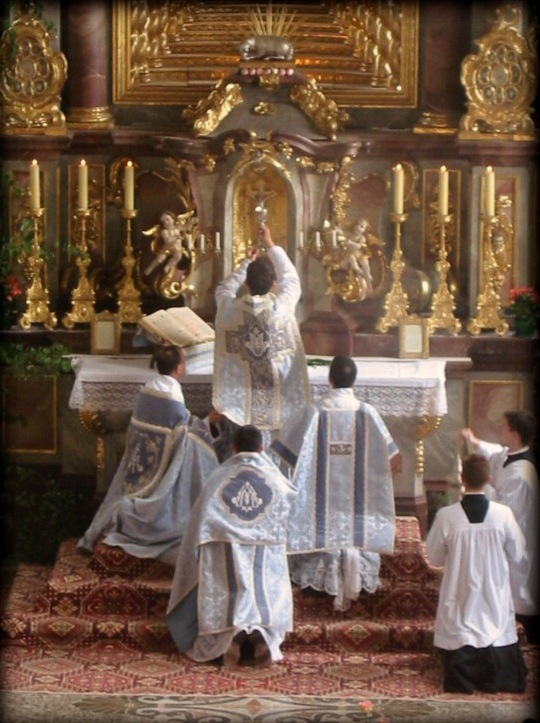
拉丁大礼弥撒

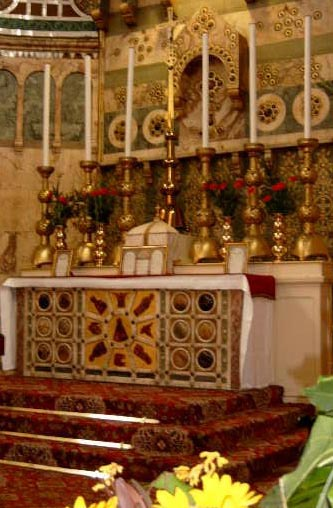
採用脫利騰彌撒型式的拉丁禮教堂祭壇

脫利騰彌撒（拉丁語：Missa Tridentina），又稱特倫托彌撒、天特弥撒，是天主教會拉丁禮彌撒的祭祀儀式，近年已漸漸以傳統拉丁彌撒（Traditional Latin Mass）稱呼。「脫利騰」的英文字 「Tridentine」，是由拉丁文原文：「Tridentinus」，就是「與特倫托城市有關」之意思而來。
這儀式來源由1563年12月4日舉辦的脫利騰大公會議之後，庇護五世指令在當時所有西方教會都要使用。許多重要的非羅馬禮儀今日還繼續被使用，有安博禮、摩爾阿拉伯禮以及嘉都西禮；對於1570年之前的天主教會群眾禮儀，請看前脫利騰彌撒時期。

## 語言
依照傳統，全程皆使用拉丁文。

## 脫利騰彌撒禮儀

### 慕道者弥撒
即圣道礼仪，由主礼进台，恭读圣经和默思圣咏所组成。其中讲道和信经，是慕道者弥撒的发挥和总结。
台下经

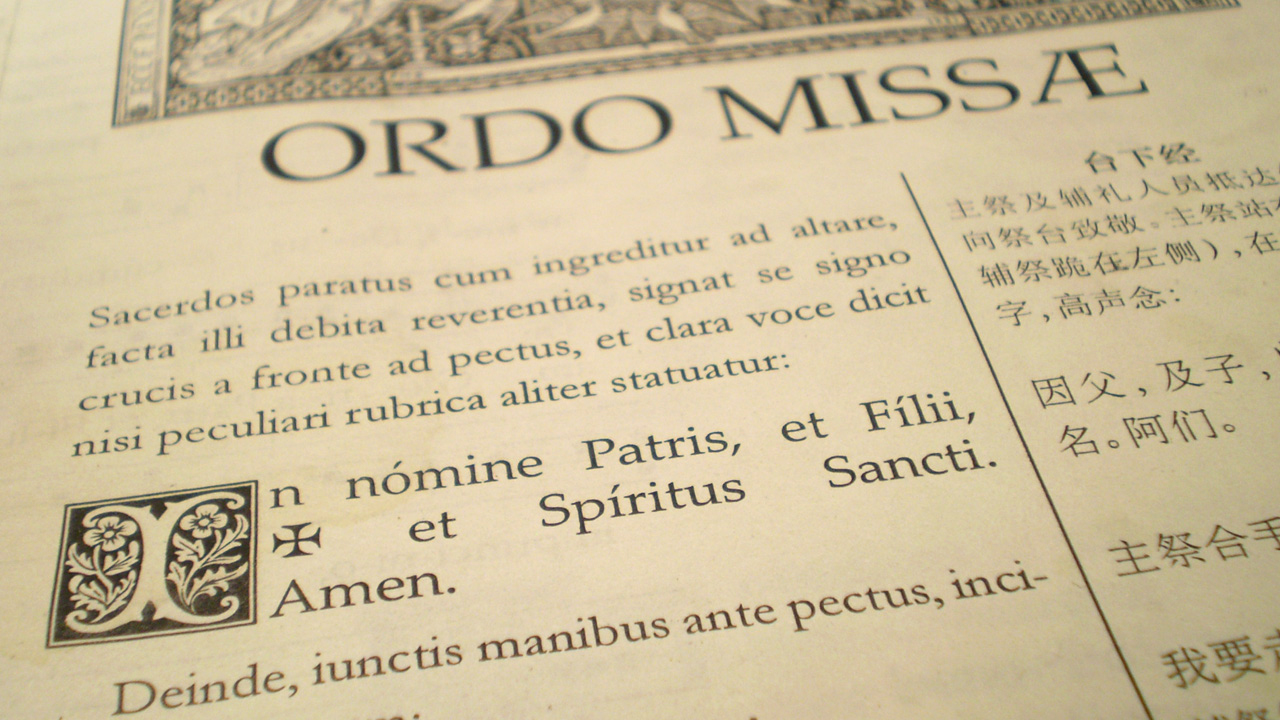
Missale Romanum1962年版《罗马弥撒经书》对照本

Versicle: In nomine Patris, et Filii, et Spiritus Sancti.
Response: Amen.

忏悔词 
进台经 
垂怜经 
光荣颂 

集祷经 
书信 
升阶经 
阿肋路亚或连唱咏   
继抒咏  只在复活节、圣神降临节、圣体圣血节时诵念

宣读福音 

讲道
信经 

### 信友弥撒
信友弥撒是将基督十字架的牺牲重现在祭台上，慕道者会在奉献礼前被遣散。
信友弥撒包含
奉献礼：献礼经(Offertorium)、奉香、洗手礼、献礼经(Orationes secretæ)、颂谢词(Præfatio)，
正祭(Canon)。正祭取自希腊文，意为规则、指示、命令。从“圣、圣、圣”(Sanctus) 至“天主经”。
恭领圣体

### 最后福音
恭读若望福音（约翰福音）首章（若1:1-14）

### 弥撒后祷文
在誦讀彌撒（Low Mass）的最後福音後，神父和眾信徒都在祭台前，誦唸教宗列奥十三世所颁布的经文：三次圣母经、又圣母经、弥撒后祷文、聖彌額爾總領天使經，和三次“耶穌聖心，垂憐我們”。自1965年3月7日起不再規定必須誦唸。
慣例上會按照教會年曆季節頌唱相應的聖母對經 (Antiphona)：
- 將臨期第一晚禱至獻主節前午後：救主之母經 (Alma Redemptoris Mater)
- 獻主節第一晚禱至聖週瞻禮四：天上母后經 (Ave Regina Caelorum)
- 復活前夕至聖三主日第一晚禱前：聖母喜樂經 (Regina Caeli)
- 聖三主日第一晚禱至將臨期前最後週六午後：又聖母經 (Salve Regina)